# De heliga apostlarna Petri och Pauli ortodoxa församling
De Heliga Apostlarna Petri och Pauli Ortodoxa Församling, eller De Heliga Apostlarna Petrus och Paulus Ortodoxa Församling, är en flerspråkig rysk-ortodox församling i Umeå, i Västerbotten.
Församlingens överhuvud är fader (präst) Vitaly och är helgad åt apostlarna Petrus och Paulus.

## Församlingen
De Heliga apostlarna Petri och Pauli ortodoxa församling grundades 2003 och håller gudstjänster på svenska, engelska och kyrkslaviska.
Församlingen har ett kapell som ligger vid Nydalasjön, i Umeå kommun, och är den enda östortodoxa kristna församlingen i Umeå.